# Bruno Sutter
Bruno Sutter (* 16. April 1977 in Langenthal) ist ein ehemaliger Schweizer Fussballspieler und heutiger -trainer.

## Karriere
Seine Juniorenzeit absolvierte Sutter, bis er 16 war, beim Winterthurer Fussballverein FC Tössfeld, danach wechselte er zum FC Oerlikon um ein Jahr später in der 1. Liga beim SC YF Juventus zu spielen. Nach nur einer Saison wechselte Bruno Sutter danach direkt zum FC Basel in die Nationalliga A, wo er von 1995 bis 1997 in Diensten stand und viele Einsätze in der Nationalliga A erhielt. Danach war Sutter bei vielen Vereinen in der Schweiz unter Vertrag und spielte für den FC Zürich, FC Schaffhausen, FC Wil und FC Lugano. 2003 ging er zum FC St. Gallen. Auch dort wurde er wie bei allen seinen Vereinen zu einem wichtigen Spieler des Teams und lief in zahlreichen Spielen für die Mannschaft auf. Im August 2006 ging er zum FC Vaduz. Er stieg mit Vaduz zur Saison 2008/09 in die Axpo Super League auf, ein Jahr später stieg die Mannschaft als Letzter wieder ab. Auch in der Challenge League zählte Sutter zu den besten Spielern und galt in der Schweiz als Rackerer. In der Saison 2010/11 verabschiedete sich Sutter vom Profisport und wechselte in die 3. Liga zum Winterthurer Quartierverein SC Veltheim (heute 2. Liga), wo er bis 2013, mit einem Abstecher zum FC Linth 04 in der Saison 2011/12, als Spielertrainer tätig war. Anschliessend schloss er sich dem FC Töss an, wo er seit 2016 auch als Co-Trainer tätig ist.